# گیاه‌پارچ سبز
گیاه‌پارچ سبز (نام علمی: Nepenthes viridis) نام یک گونه از سرده گیاه پارچ است.